# Batalla de Marsaglia
La batalla de Marsaglia fou una batalla de la Guerra dels Nou Anys que va tenir lloc a Marsaglia, al ducat de Savoia (actualment Itàlia), el 4 d'octubre de 1693 i que va enfrontar l'exèrcit francès del mariscal Nicolas Catinat i l'exèrcit de la Gran Aliança comandat pel duc Víctor Amadeu II de Savoia.
Catinat, avançant des de Fenestrelle i Susa fins al relleu de Pineròl, defensat pel comte de Tessé i que el duc de Savoia assetjava, va prendre posicions en ordre formal de batalla al nord del poble de Marsaglia, prop d'Orbassano.
Aquí, el 4 d'octubre, el duc de Savoia el va atacar frontalmentamb tot el seu exèrcit. Però l'eficàcia regimental molt superior del francès, i la minuciosa atenció de Catinat, van donar al nou mariscal una victòria molt més digna que la de Neerwinden.
Els piemontesos i els seus aliats van perdre, entre morts, ferits i presoners, prop de 10.000 homes, contra els 1.800 de Catinat.
Marsaglia és, si no la primera, una de les primeres càrregues de baioneta d'una línia d'infanteria desplegada. Els hússars es van trobar aquí per primera vegada a l'oest d'Europa. Un regiment havia estat aixecat l'any 1692 per desertors del servei austríac. També és rellevant com una de les primeres grans batalles a veure la nova Brigada Irlandesa lluitant per a l'exèrcit francès.